# 10290 Kettering
10290 Kettering è un asteroide della fascia principale. Scoperto nel 1985, presenta un'orbita caratterizzata da un semiasse maggiore pari a 2,3911121 UA e da un'eccentricità di 0,1949877, inclinata di 2,89981° rispetto all'eclittica.